# Aleksander Bosak
Aleksander Bosak (1993. augusztus 14. –) lengyel autóversenyző, jelenleg a GP3-as Arden International pilótája.

## Eredmények

### Teljes GP3-as eredménylistája
(Táblázat értelmezése)

(Félkövér: pole-pozícióból indult; dőlt: leggyorsabb kört futott) 

| Év   | Csapat              | 1          | 2          | 3          | 4          | 5          | 6          | 7          | 8          | 9       | 10      | 11      | 12      | 13      | 14      | 15      | 16      | Helyezés | Pont |
| ---- | ------------------- | ---------- | ---------- | ---------- | ---------- | ---------- | ---------- | ---------- | ---------- | ------- | ------- | ------- | ------- | ------- | ------- | ------- | ------- | -------- | ---- |
| 2015 | Arden International | ESP FEA 19 | ESP SPR 23 | AUT FEA 16 | AUT SPR 17 | GBR FEA 15 | GBR SPR 16 | HUN FEA 17 | HUN SPR 19 | BEL FEA | BEL SPR | ITA FEA | ITA SPR | RUS FEA | RUS SPR | ABU FEA | ABU SPR | 23.*     | 0*   |

* A szezon jelenleg is zajlik.